# Campionati del mondo di corsa in montagna 2012
I Campionati del mondo di corsa in montagna 2012 si sono disputati a Temù Ponte di Legno, in Italia, il 2 settembre 2012 sotto il nome di "World Mountain Running Championships". Il titolo maschile è stato vinto da Max King, quello femminile da Kasie Enman. I mondiali di corsa in montagna sono, a partire dal 2009 compreso, una competizione riconosciuta ufficialmente dalla International Association of Athletics Federations (IAAF).

## Uomini Seniores
Individuale
| Pos.    | Atleta           | Nazione     | Tempo    |
| ------- | ---------------- | ----------- | -------- |
| Oro     | Petro Mamu       | Eritrea     | 1h01'34" |
| Argento | Azeria Teklay    | Eritrea     | 1h02'47" |
| Bronzo  | Andrey Safronov  | Russia      | 1h03'06" |
| 4       | Debesay Tsiege   | Eritrea     | 1h04'04" |
| 5       | Gabriele Abate   | Italia      | 1h04'53" |
| 6       | Alex Baldaccini  | Italia      | 1h04'59" |
| 7       | Marco De Gasperi | Italia      | 1h05'10" |
| 8       | Yury Chechun     | Russia      | 1h05'41" |
| 9       | Glenn Randall    | Stati Uniti | 1h05'48" |
| 10      | Atoy Estifanos   | Eritrea     | 1h05'50" |

Squadre
| Pos.    | Squadra | Punti |
| ------- | ------- | ----- |
| Oro     | Eritrea | 17    |
| Argento | Italia  | 31    |
| Bronzo  | Russia  | 75    |

## Uomini Juniores
Individuale
| Pos.    | Atleta           | Nazione   | Tempo  |
| ------- | ---------------- | --------- | ------ |
| Oro     | Michael Cherop   | Uganda    | 42'33" |
| Argento | Adem Karagoz     | Turchia   | 42'45" |
| Bronzo  | Sonmez Dag       | Turchia   | 43'10" |
| 4       | Moses Kurong     | Uganda    | 43'20" |
| 5       | Nekagenet Crippa | Italia    | 44'05" |
| 6       | Anton Palzer     | Germania  | 44'09" |
| 7       | Charles Vannson  | Francia   | 44'49" |
| 8       | Abdullah Mande   | Uganda    | 45'08" |
| 9       | Thibaut Imbert   | Francia   | 45'27" |
| 10      | Jan Janu         | Rep. Ceca | 45'30" |

Squadre
| Pos.    | Squadra | Punti |
| ------- | ------- | ----- |
| Oro     | Uganda  | 13    |
| Argento | Turchia | 20    |
| Bronzo  | Italia  | 30    |

## Donne Seniores
Individuale
| Pos.    | Atleta                | Nazione     | Tempo  |
| ------- | --------------------- | ----------- | ------ |
| Oro     | Andrea Mayr           | Austria     | 46'35" |
| Argento | Valentina Belotti     | Italia      | 47'04" |
| Bronzo  | Morgan Arritola       | Stati Uniti | 47'26" |
| 4       | Burcu Buyukbezgin     | Turchia     | 47'36" |
| 5       | Sabine Reiner         | Austria     | 48'07" |
| 6       | Mateja Kosovelj       | Slovenia    | 48'27" |
| 7       | Stevie Kremer         | Stati Uniti | 48'54" |
| 8       | Melody Fairchild      | Stati Uniti | 48'57" |
| 9       | Maria E. Rodriguez Q. | Colombia    | 49'08" |
| 10      | Cristiana Frumuz      | Romania     | 49'24" |

Squadre
| Pos.    | Squadra     | Punti |
| ------- | ----------- | ----- |
| Oro     | Stati Uniti | 18    |
| Argento | Italia      | 29    |
| Bronzo  | Svizzera    | 58    |

## Donne Juniores
Individuale
| Pos.    | Atleta              | Nazione     | Tempo  |
| ------- | ------------------- | ----------- | ------ |
| Oro     | Sevilay Eytemis     | Turchia     | 20'14" |
| Argento | Julia Lettl         | Germania    | 20'53" |
| Bronzo  | Lea Einfalt         | Slovenia    | 21'09" |
| 4       | Annabel Mason       | Regno Unito | 21'39" |
| 5       | Alexandra Wallimann | Svizzera    | 22'02" |
| 6       | Melanie Hyder       | Regno Unito | 22'06" |
| 7       | Anezka Drahotava    | Rep. Ceca   | 22'20" |
| 8       | Cesminaz Yilmaz     | Turchia     | 22'39" |
| 9       | Margot Pelanne      | Francia     | 22'50" |
| 10      | Vera Enizerkina     | Russia      | 22'58" |

Squadre
| Pos.    | Squadra     | Punti |
| ------- | ----------- | ----- |
| Oro     | Turchia     | 9     |
| Argento | Regno Unito | 10    |
| Bronzo  | Germania    | 15    |

## Medagliere
| Posizione | Paese       | Oro | Argento | Bronzo | Totale |
| --------- | ----------- | --- | ------- | ------ | ------ |
| 1         | Turchia     | 2   | 2       | 1      | 5      |
| 2         | Eritrea     | 2   | 1       | 0      | 3      |
| 3         | Uganda      | 2   | 0       | 0      | 2      |
| 4         | Stati Uniti | 1   | 0       | 1      | 3      |
| 5         | Austria     | 1   | 0       | 0      | 1      |
| 6         | Italia      | 0   | 3       | 1      | 4      |
| 7         | Germania    | 0   | 1       | 1      | 2      |
| 8         | Regno Unito | 0   | 1       | 0      | 1      |
| 9         | Russia      | 0   | 0       | 2      | 2      |
| 10        | Slovenia    | 0   | 0       | 1      | 1      |
| 10        | Svizzera    | 0   | 0       | 1      | 1      |